# About a Girl
About a Girl ist ein Lied der US-amerikanischen Rockband Nirvana. Es ist das dritte Lied auf dem im Sommer 1989 veröffentlichten Debütalbum Bleach und das erste Lied auf dem posthum veröffentlichten Album MTV Unplugged in New York, von dem es im Oktober 1994 auch eine Singleauskopplung gab.

## Geschichte
Kurt Cobain schrieb das Lied, während er gleichzeitig einen Nachmittag lang mehrfach das Kompilationsalbum Meet the Beatles! hörte.
Zu dieser Zeit versuchte Cobain, seine Begabung in der Komposition von eingängigen Popsongs zu verbergen. Aus Sorge, die eigenen Grunge-orientierten Fans zu befremden, zögerte er, das Lied auf dem Album Bleach zu veröffentlichen. Der Musikkritiker David Fricke sagte 1993 in einem Interview gegenüber dem Rolling-Stone-Magazin:

“Even to put About a Girl on Bleach was a risk. I was heavily into pop, I really liked R.E.M., and I was into all kinds of old ‘60s stuff. But there was a lot of pressure within that social scene, the underground — like the kind of thing you get in high school. And to put a jangly R.E.M. type of pop song on a grunge record, in that scene, was risky.”

„About a Girl auf Bleach zu packen war riskant. Ich stand total auf Pop, ich mochte R.E.M. sehr, und ich stand auf alle möglichen alten Sachen der 60er. Doch da war ein großer Druck innerhalb der sozialen Szene, dem Untergrund — wie die Dinge, die du an der High School erlebst. Und einen R.E.M.-ähnlichen Popsong auf ein Grunge-Album zu packen, in dieser Szene, war riskant.“

Der Produzent von Bleach Jack Endino, war dennoch begeistert von dem Lied und betrachtete es sogar als potentielle Singleauskopplung. Jahre später sagte Butch Vig, der das im September 1991 veröffentlichte Hit-Album Nevermind produziert hatte, dass About a Girl der erste Hinweis war, dass da mehr in Nirvana war als nur Grunge. 2004 äußerte Vig sich gegenüber der englischen Musikzeitschrift New Musical Express:

“Everyone talks about Kurt's love affair with… the whole punk scene, but he was also a huge Beatles fan, and the more time we spent together the more obvious their influence on his songwriting became.”

„Jeder sprach über Kurts Liebesaffäre mit… der ganzen Punkszene, doch er war auch ein großer Beatles-Fan, und je mehr Zeit wir zusammen verbrachten, desto offensichtlicher wurde deren Einfluss auf sein Songwriting.“

About a Girl wurde im Dezember 1988 für Bleach von Endino in Seattle aufgenommen. 
Eine Live-Akustik-Version wurde während der MTV-Unplugged-Session am 18. November 1993 in den Sony Music Studios in New York City aufgenommen. Diese wurde auf dem posthum veröffentlichten Album MTV Unplugged in New York im Oktober 1994 veröffentlicht und erreichte als einzige Singleauskopplung des Albums die Spitzenplatzierung in den „Modern Rock Tracks“-Charts.
Die auf Bleach enthaltene Aufnahme wurde im Oktober 2002 erneut auf dem Best-of-Kompilation-Album Nirvana veröffentlicht. Die Unplugged-Version erschien 2010 auf dem zweiten Best-Of-Album Icon und der Live-Auftritt 2007 auf der DVD MTV Unplugged in New York. Die Unplugged-Version erschien auch als nachspielbares Lied für das Videospiel Guitar Hero World Tour und die Variante von Bleach ist als herunterladbarer Inhalt für das Videospiel Rock Band erhältlich.

## Komposition und Liedtext
About a Girl wurde in der Tonlage e-Moll aufgenommen mit einem offenen Akkord auf e-Moll und G für die Strophen. Die Powerchords auf C#5-G#5-F#5 werden zweimal am Start des Refrains verwendet, gefolgt von E5-E5-A5-C5 zum Abschluss des Refrains.
Nach Aussage von Chad Channing, Nirvanas Schlagzeuger zu der Zeit von Bleach, hatte Cobain keinen Titel für das Lied, als er das erste Mal damit ins Studio kam. Auf die Frage, wovon das Lied handelt, antwortete Cobain lakonisch: „It's about a girl“.
Das in Frage kommende Mädchen war Tracy Marander, Cobains damalige Freundin, mit der er zu dem Zeitpunkt zusammen lebte. Marander fragte offenkundig Cobain, warum er ihr keinen Song widme, und Cobain reagierte mit About a Girl. Das Lied handelt von der fragilen Beziehung der beiden und Cobains Weigerung, einen Job anzunehmen oder sich an der Reinigung des Apartments zu beteiligen, in welchem viele seiner Haustiere lebten. Bei Streitigkeiten zu dem Thema drohte Cobain mitunter damit, in sein Auto zu ziehen, woraufhin Marander für gewöhnlich nachgab. Cobain verheimlichte Marander, dass er About a Girl für sie geschrieben hatte. In dem Dokumentarfilm „Kurt & Courtney“ von Nick Broomfield aus dem Jahr 1998 offenbart Marander, dass sie erst durch die Lektüre des Buches „Come as you are: The Story of Nirvana“ davon erfahren hatte.

## Alternative Versionen
Neben der originalen Version von About a Girl auf dem Album Bleach und der Akustik-Version von MTV Unplugged in New York, welche auch als Singleauskopplung veröffentlicht wurden, gibt es noch einige weitere Versionen:
- Eine Live-Version, welche am 9. Februar 1990 im Pine Street Theatre in Portland (Oregon) aufgenommen wurde, erschien auf der B-Seite der Single zu Sliver im Jahr 1990. Cobain drückte später sein Unbehagen über die Veröffentlichung dieser Version aus und bezeichnete sie als „stümperhaft“ auf „eine höchst unsympathischen Weise“. Die gesamte Pine Street Show erschien 2009 als Bonusmaterial zu der wiederveröffentlichten Deluxe-Version des Albums Bleach.
- Eine Live-Version, welche am 31. Oktober 1991 im Paramount Theatre in Seattle aufgenommen wurde, erschien 1994 auf dem VHS-Video Live! Tonight! Sold Out!! und 2006 auf der gleichnamigen DVD.
- Eine solo-aufgenommene Demo-Version erschien 2004 in dem Box-Set With the Lights Out und 2005 auf dem Compilation-Album Sliver: The Best of the Box.
- Eine Liveversion, die am 25. November 1991 im Konzertsaal des Paradiso in Amsterdam aufgezeichnet wurde, erschien 2006 als Bonusmaterial auf der DVD von Live!Tonight!Sold Out!!.
- Ein Konzert-Mitschnitt vom englischen Reading Festival am 30. August 1992 wurde 2009 auf dem Album und der DVD Live at Reading veröffentlicht.

## Coverversionen
Nach Angaben auf der offiziellen Webseite der Band Foo Fighters nahm Dave Grohl, der Schlagzeuger von Nirvana und Leadsänger der Foo Fighters, eine Coverversion von About a Girl auf. Diese entstand während einer Studio-Session mit dem Musik-Produzenten und Freund Barrett Jones, noch bevor sich Nirvana 1994 auflösten. Die Aufnahme wurde nicht veröffentlicht.

## Auszeichnungen für Musikverkäufe
| Land/Region                  | Auszeichnungen für Musikverkäufe (Land/Region, Auszeichnung, Verkäufe) | Verkäufe |
| ---------------------------- | ---------------------------------------------------------------------- | -------- |
| Australien (ARIA)            | Platin                                                                 | 70.000   |
| Italien (FIMI)               | Gold                                                                   | 50.000   |
| Spanien (Promusicae)         | Gold                                                                   | 30.000   |
| Vereinigtes Königreich (BPI) | Gold                                                                   | 400.000  |
| Insgesamt                    | 3× Gold · 1× Platin ·                                                  | 550.000  |

Hauptartikel: Nirvana (US-amerikanische Band)/Auszeichnungen für Musikverkäufe